# Habenaria horaliae
Habenaria horaliae är en orkidéart som beskrevs av Roberto González Tamayo. Habenaria horaliae ingår i släktet Habenaria och familjen orkidéer. Inga underarter finns listade i Catalogue of Life.